# Estnische Fußballmeisterschaft 1922
Die Estnische Fußballmeisterschaft wurde 1922 zum zweiten Mal als höchste estnische Fußball-Spielklasse der Herren ausgespielt. Die Meisterschaft, die im K.-o.-System zwischen vier Vereinen ausgespielt wurde, gewann der SK Tallinna Sport. Ausgetragen wurden die Spiele im Wismari staadion, die Heimspielstätte des Tallinna JK.

## Halbfinale
Ausgetragen wurden die Begegnungen am 10. und 15. Oktober 1922. 
|                   | Ergebnis |                     |
| ----------------- | -------- | ------------------- |
| SK Tallinna Sport | 6:1      | Tallinna JK         |
| JK Tallinna Kalev | 2:0      | KS Võitleja Narva 1 |

## Finale
| SK Tallinna Sport                              | SK Tallinna Sport                                                                                               | JK Tallinna Kalev                                                                                               | JK Tallinna Kalev |
| ---------------------------------------------- | --- | --- | ----------------- |
| SK Tallinna Sport                              | \| 29. Oktober 1922 in Tallinn (Wismari staadion) \| \| Ergebnis: 4:2 \| \| Schiedsrichter: August Silber () \| | \| 29. Oktober 1922 in Tallinn (Wismari staadion) \| \| Ergebnis: 4:2 \| \| Schiedsrichter: August Silber () \| | JK Tallinna Kalev |
| 29. Oktober 1922 in Tallinn (Wismari staadion) | | |                   |
| Ergebnis: 4:2                                  | | |                   |
| Schiedsrichter: August Silber ()               | | |                   |